# Festival italiano 1994
Il Festival Italiano 1994 si tenne al PalaTrussardi di Milano dal 4 al 6 ottobre 1994. Condotto da Mike Bongiorno e trasmesso da Canale 5, voleva essere una sorta di contro-Festival di Sanremo.

## Classifica, canzoni e cantanti
| Posizione | Canzone            | Autori                                                                                | Artista                           | Voti |
| 1.        | Vera               | Sal da Vinci e Franco Del Prete                                                       | Sal da Vinci                      |      |
| 2.        | Angeli nel ghetto  | Antonello De Sanctis, Gianni Sanjust, Gabriele Varano, Filippo Neviani e Dino Melotti | Nek                               |      |
| 3.        | Niente di te       | Fausto Leali e Maurizio Tirelli                                                       | Fausto Leali                      |      |
|           | Non rubare         | Gianni Bella                                                                          | Gianni Bella & Vocalists          |      |
|           | Stanno amandosi    | Enrico Boccadoro                                                                      | Enrico Boccadoro                  |      |
|           | Tutto d'un fiato   | Bungaro, Romanelli e Bungaro                                                          | Bungaro                           |      |
|           | Le voci del cuore  | Silvio Amato                                                                          | Alberto Castagna e Marco Columbro |      |
|           | Come un leopardo   | Mario Lavezzi                                                                         | Silvia Cecchetti                  |      |
|           | Cose che dimentico | Fabrizio De André, Carlo Facchini e Cristiano De André                                | Cristiano De André                |      |
|           | Voglio te          | Antonella Ruggiero Dionira                                                            | Dionira                           |      |
|           | Anch'io            | Fabrizio Berlincioni e Franco Fasano                                                  | Franco Fasano                     |      |
|           | Quando sei sola    | Saverio Grandi e Andrea Fornili                                                       | Riccardo Fogli                    |      |
|           | Liberi             | Daniele Fossati                                                                       | Daniele Fossati                   |      |
|           | Potresti essere tu | Gabutti e Giovanna Coletti                                                            | Jo Squillo                        |      |
|           | Moto perpetuo      | Franco Battiato e Luca Madonia                                                        | Luca Madonia                      |      |
|           | Viva l'amore       | Mimmo Cavallo                                                                         | Mia Martini                       |      |
|           | È di nuovo gennaio | Gatto Panceri                                                                         | Mietta                            |      |
|           | Esco di scena      | Maria Giuliana Nava                                                                   | Mariella Nava                     |      |

### Non finaliste
| Posizione | Canzone           | Autori                                         | Artista             | Voti |
|           | Mi piace          | Leandro Barsotti e Alberto Salerno             | Leandro Barsotti    |      |
|           | Porti sfiga       | Rizzolo, Frassetto, Binello, Baronio e Rizzolo | Farinei d'la brigna |      |
|           | Lo voglio ribelle | Capuzzo e Margherita                           | Margherita          |      |
|           | T'amo             | Angelo Messini                                 | Angelo Messini      |      |
|           | Il capitano       | Marcello Pieri                                 | Marcello Pieri      |      |
|           | Professore        | Magurno, Simioli, Gino Magurno e Salvetti      | XXL                 |      |